# Giorgio Frattini
Giorgio Frattini (Guastalla, 30 ottobre 1910 – fronte di Alcublas, 18 luglio 1938) è stato un militare e aviatore italiano, decorato con la medaglia d'oro al valor militare alla memoria nel corso della guerra civile spagnola.

## Biografia
Nacque a Guastalla, provincia di Reggio Emilia, il 30 ottobre 1910. Iscrittosi alla facoltà di scienze politiche dell'università di Firenze interruppe gli studi al primo anno ed entrò, per concorso, come allievo nella Regia Accademia Aeronautica di Caserta, Corso Leone, nell’ottobre 1931. Conseguita la nomina a sottotenente in s.p.e. ruolo naviganti nell’ottobre 1933, ottenne il brevetto di pilota militare nel marzo 1935 e fu destinato a prestare servizio presso il 15º Stormo Bombardamento Terrestre. Con la promozione a tenente nel luglio dello stesso anno fu inviato in Libia, assegnato al 14º Stormo Bombardamento Terrestre di stanza a Bengasi nel gennaio 1936, e quindi al 2º Stormo Caccia Terrestre. Ritornato in Italia nell'aprile 1938, dopo alcuni mesi dopo veniva inviato, a domanda, presso l'Aviazione Legionaria operante nella guerra di Spagna in missione, entrando a far parte del XXIII Gruppo Caccia Asso di Bastoni, equipaggiato con i caccia Fiat C.R.32, dove fu promosso capitano. Atleta di grande valore aveva ottenuto numerose affermazioni sui campi sportivi. Cadde nel corso di un combattimento aereo nel cielo di Alcublaz- Segorbe (Levante) al comando della 2ª pattuglia del suo reparto contro una formazione di caccia Polikarpov I-16 Rata. Fu decorato con la medaglia d'oro al valor militare alla memoria, mentre il governo spagnolo lo insignì della medalla militar.

### Fonti
1. 1 2 3 4 5 6 7 8  Combattenti Liberazione.
2. 1 2  Gruppo Medaglie d'Oro al Valor Militare 1965, p. 197.
3. 1 2  Ufficio Storico dell'Aeronautica Militare 1969, p. 84.
4. ↑  Medaglie d'oro al valor militare sul sito della Presidenza della Repubblica